# Liste der Biografien/Werd
Liste der Biografien |
Portal Biografien |
Personensuche
# |
A |
B |
C |
D |
E |
F |
G |
H |
I |
J |
K |
L |
M |
N |
O |
P |
Q |
R |
S |
T |
U |
V |
W |
X |
Y |
Z |
?
 
Wa |
Wc |
Wd |
We |
Wh |
Wi |
Wj |
Wl |
Wn |
Wo |
Wr |
Ws |
Wt |
Wu |
Ww |
Wy |
Wz
 
Wea |
Web |
Wec |
Wed |
Wee |
Wef |
Weg |
Weh |
Wei |
Wej |
Wek |
Wel |
Wem |
Wen |
Weo |
Wep |
Wer |
Wes |
Wet |
Weu |
Wev |
Wew |
Wex |
Wey |
Wez
 
Wera |
Werb |
Werc |
Werd |
Were |
Werf |
Werg |
Werh |
Weri |
Werj |
Werk |
Werl |
Werm |
Wern |
Wero |
Werp |
Werr |
Wers |
Wert |
Weru |
Werv |
Werw |
Wery |
Werz
Die Liste der Biografien führt alle Personen auf, die in der deutschsprachigen Wikipedia einen Artikel haben. Dieses ist eine Teilliste mit 99 Einträgen von Personen, deren Namen mit den Buchstaben „Werd“ beginnt.

## Werd
- Werd, Guido de (* 1948), niederländischer Kunsthistoriker und Museumsleiter

### Werda
- Werda, Maximilian (* 1991), deutscher Radrennfahrer
- Werdan, Karl (* 1947), deutscher Internist und Kardiologe

### Werde
- Werde, Hans Meiger von († 1519), deutscher Steinmetz und Architekt
- Werdeck, Adolf von (1805–1871), preußischer Landrat
- Werdeck, Ernst Ferdinand von (1687–1742), königlich preußischer Generalmajor und Chef des Dragoner-Regiments Nr. 7
- Werdeck, Ernst von (1849–1905), deutscher Rittergutsbesitzer und Politiker, MdR
- Werdehausen, Hans (1910–1977), deutscher Maler
- Werdel, Thomas H. (1905–1966), US-amerikanischer Politiker
- Werdel-Witmeyer, Marianne (* 1967), US-amerikanische Tennisspielerin
- Werdelis, Simon (* 1990), deutscher Schauspieler
- Werdelmann, Bruno (1920–2010), deutscher persönlich haftender Gesellschafter bei Henkel, Hochschullehrer und Stifter
- Werdelmann, Wilhelm (1865–1919), deutscher Architekt und Architekturlehrer
- Werden, Ferdinand von (1880–1948), deutscher Kunsthistoriker und Hochschullehrer
- Werden, Hubert (1908–2005), deutscher Maler, Bildhauer und Kunsterzieher
- Werden, Johann von († 1554), Fernkaufmann, Reeder und Bürgermeister von Danzig (1526 bis 1554)
- Werden, Sybil (1924–2007), deutsche Schauspielerin und Tänzerin
- Werdenberg und Namiest, Ferdinand von (1625–1666), Kämmerer am Wiener Hof
- Werdenberg, Felix von († 1530), deutscher Adliger, kaiserlicher Gesandter
- Werdenberg, Johann II. von († 1486), Bischof von Augsburg
- Werdenberg, Margarete von († 1496), Äbtissin des Damenstifts Buchau
- Werdenberg, Melchior (* 1954), Schweizer Autor
- Werdenberg, Rudolf von († 1505), Großprior des deutschen Johanniterordens
- Werdenberg-Heiligenberg-Bludenz, Agnes von, schwäbische Adelige
- Werdenberg-Heiligenberg-Bludenz, Albrecht III. von († 1420), letzter Graf von Bludenz
- Werdenberg-Sargans, Hartmann III. von († 1354), Graf aus dem Geschlecht Werdenberg
- Werdenberg-Sargans, Heinrich V. von († 1397), Graf aus dem Geschlecht Werdenberg
- Werdenberg-Sargans, Rudolf VI. von (1344–1367), Graf aus dem Geschlecht Werdenberg
- Werdenhagen, Johann Angelius (1581–1652), deutscher Philosoph, Politologe und Diplomat
- Werdenstein, Franz Ignaz Albert von (1697–1766), Weihbischof in Freising
- Werdenstein, Johann Georg von (1542–1608), deutscher Adliger, Domherr, Kantor, Bücher- und Notensammler
- Werder, Albert von (1826–1888), preußischer Generalmajor
- Werder, Albert von (1852–1936), preußischer General der Kavallerie
- Werder, August von (1808–1887), preußischer General der InfanterieAugust von Werder (1808–1887)

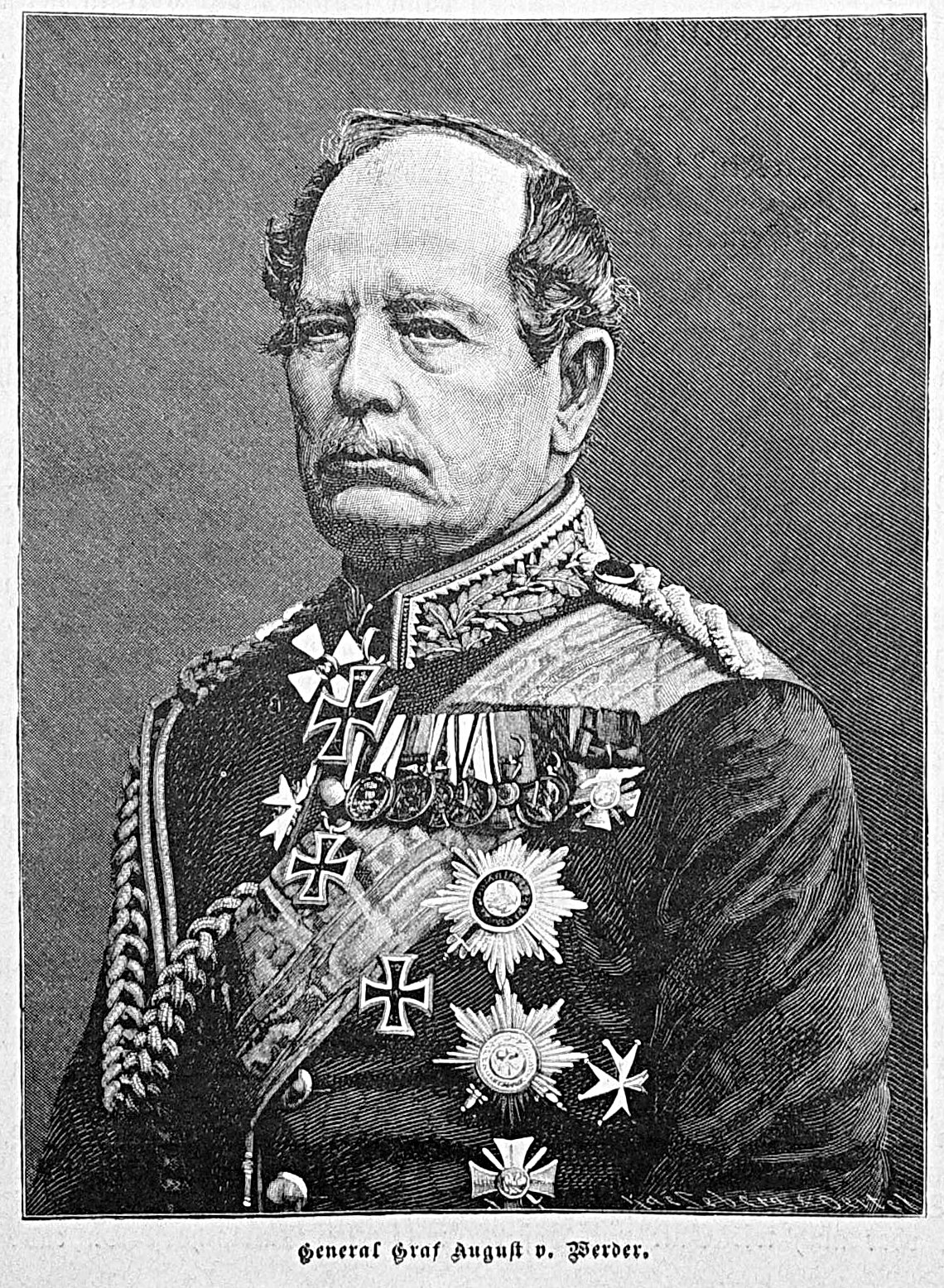
August von Werder (1808–1887)

- Werder, August von (1819–1882), deutscher Orgelbauer
- Werder, Axel von (* 1956), deutscher Betriebswirt und Hochschullehrer
- Werder, Bernhard von (1823–1907), preußischer General der Infanterie
- Werder, Bertha (1822–1856), deutsche Schriftstellerin
- Werder, Christoph Wilhelm von († 1695), sachsen-merseburgischer Hofmarschall und Rittergutsbesitzer
- Werder, Diederich von dem (1584–1657), deutscher Übersetzer, Epiker und Lyriker
- Werder, Dietrich von (1740–1800), preußischer Beamter, Minister beim Generaldirektorium
- Werder, Dietrich von (1847–1917), preußischer Generalmajor
- Werder, Felix (1922–2012), deutsch-australischer Komponist und Musikkritiker
- Werder, Ferdinand von (1785–1861), preußischer Generalleutnant
- Werder, Franz Karl von (1788–1869), preußischer General der Infanterie und Ehrenbürger von Kassel
- Werder, Friedrich von (1891–1968), deutscher Polizeibeamter und Polizeipräsident
- Werder, Friedrich Wilhelm von (1747–1820), preußischer Generalmajor
- Werder, Gustav (1865–1937), Schweizer Handelswissenschaftler, Geograph und Hochschullehrer
- Werder, Hans (1869–1942), deutscher Schauspieler bei Theater und Film und Bühnenregisseur
- Werder, Hans Klaus von (1892–1972), deutscher Offizier, persönlicher Adjutant des Prinzen Eitel Friedrich von Preußen, Bundesvorsitzender des Semper talis Bundes (1953–1971)
- Werder, Hans von (1771–1837), preußischer Generalleutnant
- Werder, Hans von (1834–1897), preußischer General der Infanterie
- Werder, Hans von (1867–1923), preußischer Oberst, Brigadekommandeur sowie Ritter des Pour le Mérite
- Werder, Hermann (1901–1984), Schweizer Spezialarzt für Chirurgie
- Werder, Ilse (1925–2023), deutsche Redakteurin und Sachbuchautorin
- Werder, Johann III. von († 1466), Bischof von Merseburg
- Werder, Johann Ludwig (1808–1885), deutscher Erfinder, Konstrukteur und Direktor der Maschinenfabrik Cramer-Klett in Nürnberg
- Werder, Johann von (1783–1854), preußischer Generalmajor
- Werder, Karl (1806–1893), deutscher Philosoph und Dichter
- Werder, Lorenz (1646–1720), Schweizer Bürgermeister
- Werder, Ludwig Timon Moritz von (1780–1852), preußischer Generalmajor
- Werder, Lutz von (* 1939), deutscher Autor und Dozent für Kreatives Schreiben
- Werder, Magda (1900–1984), Schweizer Zeichenlehrerin und Künstlerin
- Werder, Nikolaus von (1856–1917), deutscher Verwaltungsjurist und Politiker
- Werder, Otto von (1901–1954), deutscher Landrat des Kreises Rees
- Werder, Rasa von (* 1945), deutsch-US-amerikanische Stripperin, Bodybuilderin und Gründerin einer eigenen Kirche
- Werder, Ulrich (* 1951), deutscher Fußballspieler
- Werder, Urs († 1499), Schweizer Glasmaler
- Werder, Wayne (* 1972), neuseeländischer Squashspieler
- Werder, Wilhelm von (1786–1854), preußischer Generalleutnant und Kommandant von Stralsund
- Werder, Wilhelm von (1895–1945), deutscher Kaufmann und Landrat des Kreises Dinslaken (1933–1945)
- Werder, Wolf Bernhard von († 1741), sachsen-weißenfelsischer Schlosshauptmann, Stallmeister und Rittergutsbesitzer
- Werdermann, Erich (1892–1959), deutscher Botaniker
- Werdermann, Hermann (1888–1954), deutscher Theologe
- Werdes, Karl (1872–1953), deutscher Landwirt und Politiker (CNBL), MdL

### Werdi
- Werdin, Eberhard (1911–1991), deutscher Komponist und Musikpädagoge
- Werdin, Egon (1954–2018), deutscher Kameramann
- Werding, Juliane (* 1956), deutsche Pop- und Schlagersängerin, Autorin und Schauspielerin
- Werding, Martin (* 1964), deutscher Hochschullehrer, Professor für Sozialpolitik und SozialökonomieMartin Werding (* 1964)

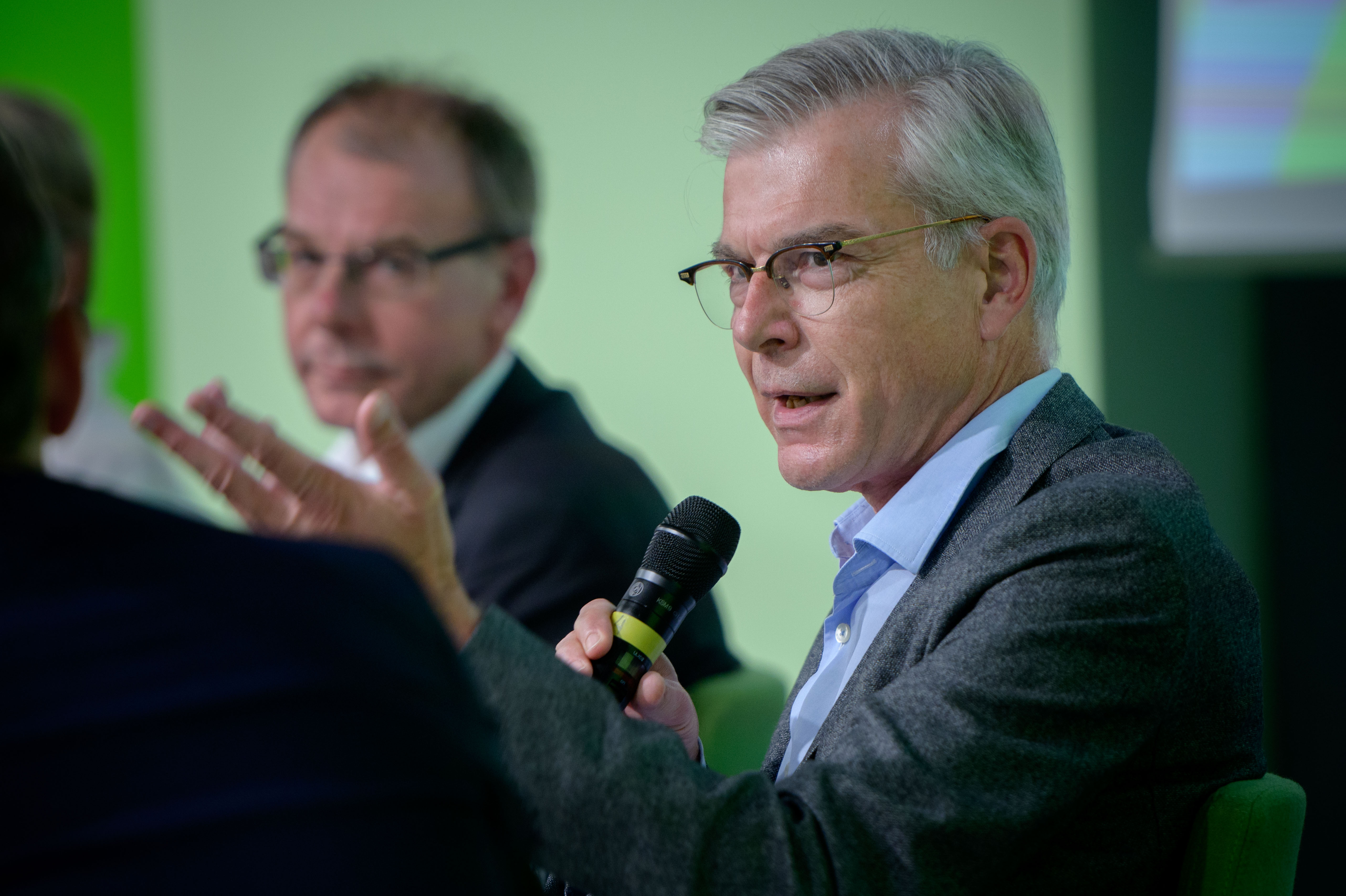
Martin Werding (* 1964)

### Werdm
- Werdmüller, Beat (1583–1640), Zürcher Textilunternehmer und Ratsherr
- Werdmüller, David (1548–1612), Schweizer Unternehmer
- Werdmüller, Hans Caspar (1663–1744), Schweizer Baumeister, Offizier und Politiker.
- Werdmüller, Hans Felix (1658–1725), Schweizer Offizier und Politiker
- Werdmüller, Hans Georg (1616–1678), Schweizer Militäringenieur
- Werdmüller, Hans Rudolf (1614–1677), Schweizer Offizier
- Werdmüller, Heinrich Hermann (* 1843), Schweizer Holzstecher und Illustrator
- Werdmüller, Jakob (1480–1559), Schweizer Kaufmann und Politiker
- Werdmüller, Johann Conrad (1819–1892), Schweizer Zeichner und Kupferstecher, Professor am Polytechnikum Zürich
- Werdmüller, Johann Heinrich (1742–1814), Schweizer Maler und Autor
- Werdmüller, Johann Rudolf (1639–1668), Schweizer Zeichner, Maler und Bildhauer
- Werdmüller, Konrad (1606–1674), Schweizer Militärführer
- Werdmüller-Wydenmann, Barbara (1587–1624), Seidenfabrikantin in Zürich

### Werdn
- Werdnig, Guido (1844–1919), österreichischer Arzt
- Werdnik, Martin (1865–1930), österreichischer Fechter

### Werdo
- Werdo († 812), Abt des Klosters St. Gallen

### Werdt
- Werdt, Abraham von (1594–1671), Politiker
- Werdt, Friedrich von (1831–1893), Schweizer Ingenieur, Gutsbesitzer und Politiker

### Werdu
- Werdum, Fabrício (* 1977), brasilianischer MMA- und BJJ-KämpferFabrício Werdum (* 1977)

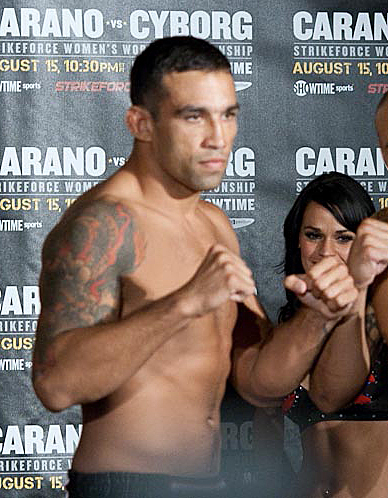
Fabrício Werdum (* 1977)

- Werdum, Ulrich von (1632–1681), Häuptling von Werdum, Inhausen und Roffhausen